# Parco naturale dell'Alta Valle Antrona
Il parco naturale dell'Alta Valle Antrona è un'area naturale protetta istituita dalla Regione Piemonte nel dicembre 2009 con una superficie di 7.444 ha.
Si trova in una laterale della Val d'Ossola, a partire da una quota di 500 metri del fondovalle nei pressi di Viganella fino a quota 3.656 metri del Pizzo d'Andolla nel territorio di Antrona Schieranco; è un parco di alta montagna, con 4 bacini artificiali in quota ed il lago d'Antrona, originato da una frana nel 1642. L'ambiente naturale è ancora integro, nonostante l'attività mineraria dei secoli scorsi e recentemente la colonizzazione idroelettrica.
Gran parte del Parco confina con la Svizzera, inoltre la sua gestione è affidata al Ente di Gestione delle Aree Protette dell’Ossola che gestisce anche il parco naturale dell'Alpe Veglia e dell'Alpe Devero.

## Territorio
Il parco si estende per una superficie di circa 7444 ettari, su un territorio esclusivamente montuoso. Comprende la parte alta della Valle Antrona e una porzione di territorio a sud di Viganella, nel comune di Borgomezzavalle.
Il parco è attraversato dal torrente Ovesca che nasce dal Lago d'Antrona; più a monte sono presenti tre bacini artificiali che con le loro acque vanno ad alimentare la centrale di Rovesca: il lago di Campliccioli, il Lago di Camposecco e il Lago Cingino, quest'ultimo particolarmente famoso per gli stambecchi che spesso si arrampicano sulla sua diga. Appena fuori dai confini del parco invece si trova il Lago Alpe dei Cavalli.
I monti principali del parco fanno parte delle Alpi del Mischabel e del Weissmies, situate nelle Alpi Pennine:
- Pizzo d'Andolla - 3.656 m
- Pizzo Bottarello o Sonnighorn - 3.487 m
- Punta di Saas o Latelhorn - 3.200 m
- Pizzo del Cingino - 3.227 m

## Strutture ricettive
Nei confini del parco è presente un solo rifugio, il rifugio Andolla, situato ai piedi dell'omonimo monte. Sono inoltre presenti due bivacchi presso il Lago di Camposecco e il Lago Cingino.